# 克诺泽罗国家公园

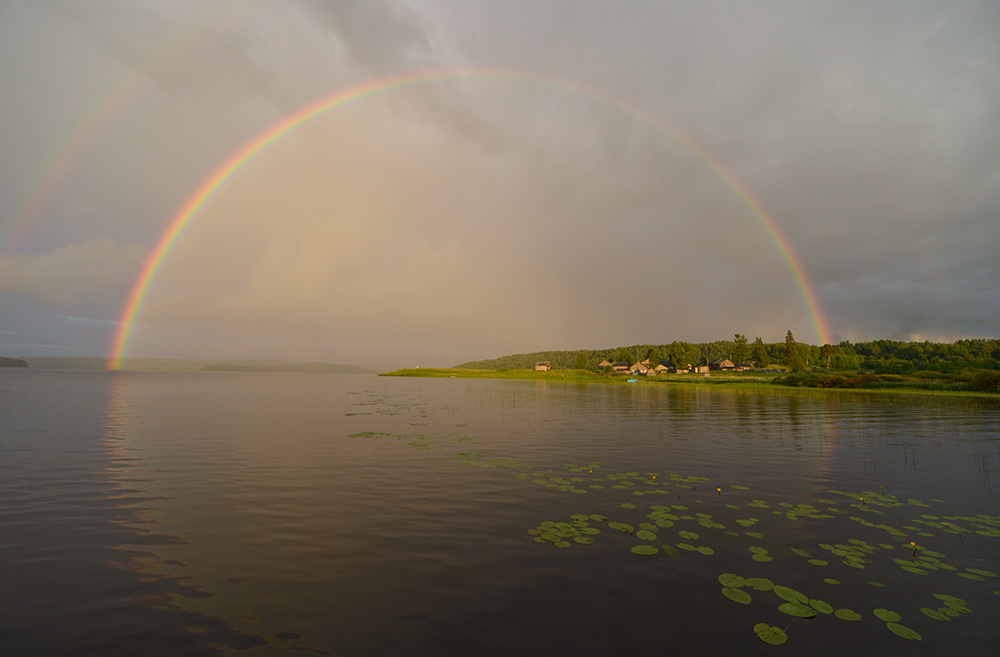
克诺泽罗国家公园的克洛澤羅湖

克诺泽罗国家公园（俄语：Кенозерский национальный парк）是一个成立于1991年12月28日，位于俄罗斯北部省份阿尔汉格尔斯克州的卡爾戈波爾區和普列謝茨克區的国家公园。2004年，克诺泽罗国家公园通过联合国教科文组织人與生物圈計劃的认证，成为联合国教科文组织生物圈保护区。

## 历史
克诺泽罗历来是一个偏远地区。在19世纪，该地区被划分在奥洛涅茨省的普陀斯基乌耶兹基（Pudozhsky Uyezd）的西部和奥伦特省（Kargopolsky Uyezd）的东部。苏联时期，在经历了几次行政区划改革之后，该地区最终划入了阿尔汉格尔斯克州。1950年代—1980年代，当地如现在俄罗斯北部一样，人口严重减少，特别是列克什莫泽罗湖和克洛泽罗湖之间的所有村庄都荒芜了。
1991年，当地政府决定在该地区建立一个国家公园。公园内的所有历史遗迹都移交给公园管理局，其中一些已经修复。该公园于1991年12月28日正式建成。起初建成时，公园的工作人员共有7人。1992年增加到35人，和1993年增至153人。2004年，该公园成为联合国教科文组织生物圈保护区。

## 公园位置与地理
克诺泽罗国家公园位于普列谢茨克区西南部，阿尔汉格尔斯克州卡尔戈波尔区西北部，与卡累利阿共和国接壤，公园的北部以该地区最大的湖泊之一的克洛澤羅湖为中心，公园的总部设在奥辛尼诺村（Vershinino），位于湖的北岸。克洛泽罗湖是克納河的源头，也是奥涅加河的主要支流。克納河的上游位于公园内，以及波查河—克洛泽罗湖的主要支流、它的源头是波乔泽罗湖。下游的波乔泽罗湖的主要支流—昂杜沙河的下游，均位于公园内。
南部包括列克什莫澤羅湖和列克什马河的上游，这是拉查湖的支流。列克什莫澤羅湖和克洛泽罗湖之间被一些较小的湖泊分开，其中包括较大的纳格利莫澤羅湖和维尔诺湖。
沿卡累利阿边界的一些河流流入沃德拉河流域，并最终汇入波罗的海。因此，这个公园也是大西洋和北冰洋盆地之间的分界线之一。

## 旅游业
该公园包含自然和文化古迹，也面向生态旅游，公园里还开辟了许多小径。
公园内还有几个木制建筑纪古迹。其中之一是位于公园西面的波尔仁斯基·波哥斯特教堂，它是圣乔治教堂的一部分（从18世纪开始），周围是带有大门和塔楼的木墙（1789年）。波哥斯特附近的村庄已经被遗弃，没有留下前往该教堂的正式道路，现在前往波哥斯特只能通过一条人行道才能到达。
有两条路可以通往公园。在南部，列克什莫澤羅湖以南，有一条未铺设的公路连接卡爾戈波爾和普多日。公园北部的另一条路从奥内日斯基铁路分岔而出，通过普列谢茨克连接卡尔戈波尔和耶梅茨克。这条路通往克洛澤羅湖的Pershlakhta村庄，然后连接到克洛澤羅湖周围的其他村庄。